# Nutarnja prsna vena
Nutarnja prsna vena (lat. vena thoracica interna) je parna vena koja odovodi deoksigeniranu krv iz prednjih dijelova međurebrenih prostora i dojke.
Nutarnja prsna vena polazi kao gornja epigastrična vena (lat. vena epigastrica superior), u svom tijeku prati nutarnju prsnu arteriju (lat. arteria thoracica interna), prima prednje međurebrene vene i ulijeva se u ručnoglavenu venu (lat. vena brachiocephalica).